# JBuilder
JBuilder était un environnement de développement intégré pour Java, permettant le RAD, et édité par Borland. L'application est elle-même développée en grande partie en Java.
JBuilder apportait certaines fonctionnalités spécifiques, disposant notamment d'une JVM propre, permettant notamment l'exécution de code Java pas à pas.
Selon les éditions, il ne permettait que la réalisation d'applications clientes (J2SE) ou également serveur (J2EE). Des modules supplémentaires, pour les applications mobiles, en particulier pour les téléphones mobiles et les PDA, ou pour les services Web, étaient également disponibles.
Certaines versions intégraient des solutions de conception UML ou des outils de débogage et de test.
JBuilder était disponible sur Windows, Linux, Solaris et Mac OS X.
La version 2008 de JBuilder n'était pas éditée par Borland mais par Codegear, la dernière version éditée par Borland étant JBuilder 2007. Codegear a été acheté par l'éditeur Embarcadero en mai 2008, lui-même racheté par Idera, Inc. en octobre 2015